# Ceratozetella yezoensis
Ceratozetella yezoensis är en kvalsterart som beskrevs av Fujita och K. Fujikawa 1987. Ceratozetella yezoensis ingår i släktet Ceratozetella och familjen Ceratozetidae. Inga underarter finns listade i Catalogue of Life.